# Samia Suluhu
Samia Hassan Suluhu (født 27. januar 1960) er en tanzaniansk politiker (CCM) som har været Tanzanias præsident siden 2021. Hun blev udnævnt til landets vicepræsident i 2015 under præsident John Magufuli, og blev Tanzanias præsident den 19. marts 2021, efter at Magufuli døde den 17. marts. Hun er landets første kvindelige præsident, og hun var den første kvindelige vicepræsident. Før hun blev vicepræsident var hun repræsentant for Makunduchi i Tanzanias nationalforsamling fra 2010 til 2015. Før dette var hun medlem i Zanzibars regering fra 2000 til 2010 under Zanzibars præsident Amani Abeid Karume.

## Karriere
Suluhu begyndte at arbejde som funktionær i planlægnings- og udviklingsdirektoratet i Zanzibar, efter at have fuldført videregående uddannelse i Zanzibar by i 1977. I 1986 fuldførte hun sin uddannelse indenfor offentlig administration ved Institute of Development Management (nu Mzumbe universitet). Efter dette arbejdede hun i et projekt finansieret af Verdens fødevareprogram. Mellem 1992 og 1994 tog hun en økonomisk uddannelse ved University of Manchester. I 2005 fik hun en master i Community Economic Development i et samarbejdsprogram mellem Open University of Tanzania og Southern New Hampshire University.
Hun gik ind i politik i 2000. Hun blev valgt ind til et specialsæde i Zanzibars nationalforsamling og blev udnævnt til minister af præsident Karume. Hun blev genvalgt i 2005 og udnævnt til minister i et andet departement.
I 2010 blev hun valgt ind i Tanzanias nationalforsamling fra valgdistriktet Makunduchi på øen Unguja efter at have vundet med over 80 % af stemmerne. Præsident Kikwete udnævnte hende til Minister of State for Union Affairs. I 2015 blev hun udpeget som vicepræsidentkandidat af John Magufuli og blev indsat som vicepræsident den 5. november 2015 efter, at de havde vundet valget.
Hun blev udnævnt til Tanzanias sjette præsident efter, at Magufuli døde i løbet af sin anden periode som præsident. Ifølge Tanzanias grundlov skal Suluhu sidde som præsident resten af Magufulis valgperiode frem til 2025.
I september 2021 bekræftede Samia Suluhu, at hun havde til hensigt at stille op som præsident i 2025 og dermed blive landets første valgte kvindelige præsident, hvis hun vinder.